# مايكل بدار
مايكل بدار (بالإنجليزية: Michael Bedard)‏ (26 يونيو 1949، تورونتو في كندا)؛ كاتِب مُتخصِّص في أدب الأطفال وروائي كندي. درس في جامعة تورنتو.